# GPR56
گیرندهٔ شمارهٔ ۵۶ جفت‌شونده با پروتئین جی (انگلیسی: G protein-coupled receptor 56) که با نام TM7XN1 هم شناخته می‌شود، یک پروتئین است که در انسان توسط ژن «ADGRG1» کُدگذاری می‌شود.
این گیرنده یکی از اعضای خانوادهٔ بزرگ «گیرنده‌های جفت‌شونده با پروتئین جی، ویژهٔ چسبندگی» است.
این پروتئین در کبد، ماهیچه اسکلتی، سلول‌های عصبی و لنفوسیت‌های تی کشنده انسان و همچنین پیش‌سازهای خونی، ماهیچه و سلول‌های عصبی موش‌ها بیان می‌شود.
این گیرندهٔ پروتئینی در چندین نقش مهم سلولی از جمله چسبندگی و راهبری مؤثرند و ثابت شده که در مهار تومورها و در تکامل دستگاه عصبی نیز نقش دارند.
اخیراً مشاهده گردید که این پروتئین می‌تواند یک نشانگر زیستی برای لنفوسیت‌های تی کشنده و زیرگروهی از سلول‌های کشنده طبیعی باشد.

## اهمیت بالینی
جهش‌های کارکردزُدا (Loss-of-function) در ژن ایجادکنندهٔ این پروتئین، موجب نوعی ناهنجاری شدید قشر مغز موسوم به «پلی‌مایکروجایریای دوطرفهٔ فرونتوپاریتال» (BFPP) می‌گردد.
در خارج از دستگاه عصبی مرکزی، این پروتئین را با عملکرد عضلات و توانایی تولید مثل در مردان مرتبط دانسته‌اند.